# Верхние Минчены
Верхние Минчены, Минчений де Сус (рум. Mincenii de Sus) — село в Резинском районе Молдавии. Наряду с селом Нижние Минчены входит в состав коммуны Нижние Минчены.

## География
Село расположено на высоте 250 метров над уровнем моря.

## Население
По данным переписи населения 2004 года, в селе Минчений де Сус проживает 386 человек (194 мужчины, 192 женщины).
Этнический состав села:
| Национальность | Число жителей | Процентный состав |
| -------------- | ------------- | ----------------- |
| молдаване      | 379           | 98,19             |
| украинцы       | 3             | 0,78              |
| румыны         | 2             | 0,52              |
| русские        | 1             | 0,26              |
| гагаузы        | 1             | 0,26              |
| Всего          | 386           | 100 %             |